# Gignac (Vaucluse)
Gignac – miejscowość i gmina we Francji, w regionie Prowansja-Alpy-Lazurowe Wybrzeże, w departamencie Vaucluse.
Według danych na rok 1990 gminę zamieszkiwało 35 osób, a gęstość zaludnienia wynosiła 4 osoby/km² (wśród 963 gmin regionu Prowansja-Alpy-W. Lazurowe Gignac plasuje się na 752. miejscu pod względem liczby ludności, natomiast pod względem powierzchni na miejscu 727.).